# Старикова
Ста́рикова (рос. Старикова) — присілок у складі Каменського міського округу Свердловської області.
Населення — 90 осіб (2010, 102 у 2002).
Національний склад станом на 2002 рік: росіяни — 85 %.